# Ghiacciaio Darvari
Il ghiacciaio Darvari (in inglese Darvari Glacier) è un ghiacciaio lungo 9 km e largo 1,7, situato sulla costa di Nordenskjöld, nella parte orientale della Terra di Graham, in Antartide. In particolare, il ghiacciaio si trova a sud-ovest del ghiacciaio Boryana e a nord-est del ghiacciaio Zaychar e da qui fluisce verso sud, scorrendo lungo il versante sud-orientale dell'altopiano Detroit e passando tra il bastione Rice e il picco Gusla, per poi entrare nella baia Mundraga tra i ghiacciai Desudava e Darvari.

## Storia
Il ghiacciaio Darvari è stato così battezzato dalla Commissione bulgara per i toponimi antartici in onore di Darvari, un villaggio nella Bulgaria settentrionale. 